# Kasterlee
Kasterlee es un municipio de la provincia de Amberes, en Bélgica. Tiene una población estimada, a principios de 2021, de 19,052 habitantes.
Sus municipios vecinos son Geel, Herentals, Lille, Olen, Oud-Turnhout, Retie, Turnhout y Vosselaar.

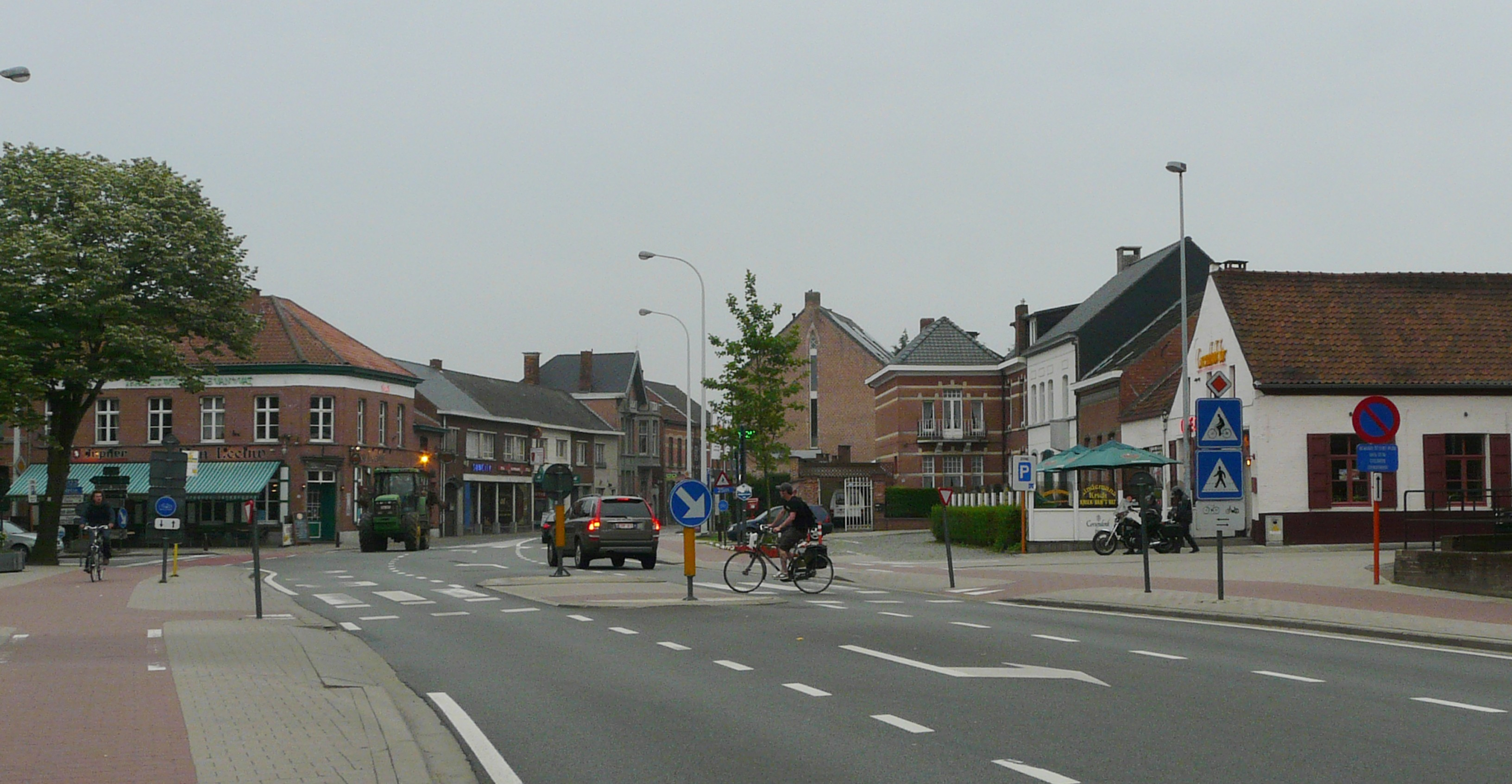
Calle de Kasterlee.

El municipio comprende las localidades de Kasterlee, Lichtaart y Tielen.

## Demografía

### Evolución
Todos los datos históricos relativos al actual municipio, el siguiente gráfico refleja su evolución demográfica, incluyendo municipios después de efectuada la fusión el 1 de enero de 1977.
| Gráfica de evolución demográfica de Kasterlee entre 1846 y 2021 |
|                                                                 |

## Distinciones

#### El pueblo más bonito de Flandes
Kasterlee participó en 2008 como pueblo en el concurso "El pueblo más bonito de Flandes".  En la ronda preliminar provincial, Kasterlee fue elegido como el pueblo más hermoso de la provincia de Amberes, al vencer a los pueblos de Sint-Amands y Baarle-Hertog, entre otros.  Como resultado, se clasificó automáticamente para la final a nivel flamenco, donde resultó ganador Oud-Rekem, en Limburgo. No obstante, gracias a esta competición, Kasterlee puede contarse entre los pueblos más bellos de Flandes.

## Ciudades hermanadas
- Plaffeien, en Suiza.
- Fountain Hills, en Estados Unidos.